# Pablo Centrone
Pablo Enrique Centrone (Buenos Aires 10 de noviembre de 1957) es un entrenador y exfutbolista argentino, de ascendencia italiana. Actualmente dirige al Deportivo Xinabajul de Guatemala.

## Biografía
Jugó como defensa central, en Chacarita Juniors, Estudiantes de Buenos Aires, Sportivo Italiano, Quilmes, All Boys, Deportivo Morón de Argentina, en el Gela Calcio de Italia y en el Rochester Lancers de Estados Unidos.
Ha dirigido equipos de Argentina, Brasil, Colombia, México, El Salvador y Guatemala.

## Clubes

### Como jugador
| Años      | Club                   | País           |
| --------- | ---------------------- | -------------- |
| 1972-1974 | Sportivo Italiano      | Argentina      |
| 1974      | Quilmes                | Argentina      |
| 1975      | All Boys               | Argentina      |
| 1976      | Chacarita Juniors      | Argentina      |
| 1977      | Estudiantes de Caseros | Argentina      |
| 1979      | Rochester Lancers      | Estados Unidos |
| 1981      | Deportivo Morón        | Argentina      |
| 1981      | Sportivo Italiano      | Argentina      |
| 1982-1986 | Gela Calcio            | Italia         |
| 1987      | Guaraní Antonio Franco | Argentina      |
| 1989      | Defensores de Belgrano | Argentina      |

### Como entrenador
| Años      | Club                   | País        |
| --------- | ---------------------- | ----------- |
| 1989-1990 | Club Atlético Atlanta  | Argentina   |
| 1990-1991 | Sportivo Italiano      | Argentina   |
| 1994-1995 | Club América           | México      |
| 1995      | Independiente Medellín | Colombia    |
| 1996      | Independiente Santa Fe | Colombia    |
| 1997-1998 | Ferroviario            | Brasil      |
| 1998-1999 | Araçatuba              | Brasil      |
| 2000      | Racing Club            | Argentina   |
| 2001      | Veracruz               | México      |
| 2001-2003 | Club León              | México      |
| 2004      | Zacatepec              | México      |
| 2004      | Atlante FC             | México      |
| 2005-2006 | Sportivo Italiano      | Argentina   |
| 2007-2008 | Alianza FC             | El Salvador |
| 2009      | CD Águila              | El Salvador |
| 2010-2011 | Peñarol La Mesilla     | Guatemala   |
| 2012-2016 | Petapa                 | Guatemala   |
| 2018      | Sanarate               | Guatemala   |
| 2020      | Santa Lucía            | Guatemala   |
| 2022      | Chacarita Juniors      | Argentina   |
| 2023-     | Xinabajul              | Guatemala   |